# هوردت
هوردت (به آلمانی: Hördt) یک شهر در آلمان است که در گرمرسهایم واقع شده‌است. هوردت ۲٬۴۰۵ نفر جمعیت دارد.